# Gröningen
Gröningen là một đô thị thuộc huyện Börde, bang Saxony-Anhalt, Đức.